# Astrid Nyberg
Astrid Birgitta Nyberg (Gotemburgo, 5 de enero de 1877 –Varberg, 9 de septiembre de 1928) fue una pionera sueca en el ámbito del periodismo y activista por el sufragio femenino. A partir de 1903, como editora del Norra Hallands Tidning Vestkusten en Varberg, promovió activamente el apoyo al sufragio femenino. Como miembro de la junta de la filial local de la Asociación por el Sufragio Femenino (LKPR), mantenía a sus lectores informados sobre los avances discutidos en las reuniones de la asociación.

## Biografía
Nacida el 5 de enero de 1877 en Gotemburgo, Astrid Birgitta Nyberg era hija del periodista Johan Peter Nyberg (1829–1911) y su esposa Johanna Charlotta, de soltera Ullgren (1835–1918). Era la menor de los tres hijos de la familia. Tras completar su educación en una escuela privada, trabajó temporalmente como enfermera.
En 1903, Nyberg asumió el cargo de editora en jefe del periódico Norra Hallands Tidning Vestkusten, sucediendo a su padre, quien había ocupado el puesto desde 1878 y ahora deseaba retirarse. Durante su liderazgo, el periódico creció significativamente y se incorporaron nuevos miembros al equipo. También gestionó una imprenta de libros.
A pesar de su posición conservadora en el periódico, Nyberg era una defensora apasionada de la libertad de prensa. Fue miembro de la sociedad local de templanza, donde ocupó brevemente el cargo de presidenta. Como firme partidaria del movimiento sufragista, no solo expresó sus puntos de vista en su periódico, sino que también habló en reuniones, afirmando que tanto mujeres casadas como solteras deberían tener los mismos derechos de voto que los hombres. Frigga Carlberg, de la LKPR, comentó que "ella se ve y habla como la más radical de las sufragistas".
Astrid Nyberg falleció en Varberg el 9 de septiembre de 1928.